# بيل كيلي (لاعب كرة قاعدة)
بيل كيلي (بالإنجليزية: Bill Kelly)‏ هو لاعب كرة قاعدة أمريكي، ولد في 28 ديسمبر 1898 في سيراكيوز في الولايات المتحدة، وتوفي بنفس المكان في 8 أبريل 1990.

## وصلات خارجية
- بيل كيلي على موقعبيزبول رفرنس.كوم (الدوري الرئيسي) (الإنجليزية)